# 大毛無山
大毛無山（おおげなしやま）は、新潟県上越市と妙高市との県境にある、標高1,429 mの山。

## 概要
豪雪地帯故に積雪期間が長いため高木は少なく、当地帯のブナ類が昭和30年代まで西野谷炭の原料として多く用いられたため、樹木の成長が妨げられたことから、積雪で木々が隠れることもあいまって、ケナシの山名を生んだと言われている。
新第三紀層の砂岩・泥岩を主とするが、中腹には膳棚の崖地形もある。また、稜線を中心として雪の浸食による凹地の発達も見られる。

## 生態系
トウホクノウサギ、ホンドギツネ、ホンドタヌキ、ホンドテンなど26種あまりの哺乳類や、シジュウカラ、ホオジロ、コゲラ、アカゲラ、マヒワ、カシラダカなど夏鳥18種、冬鳥4種、他漂鳥32種などの鳥類、サンショウウオ、ハコネサンショウウオなど6科13種の両生類、4科7種の爬虫類、ニホンマメシジミなどの貝類。ギフチョウなどの昆虫類が確認されている。